# 山田盟子
山田 盟子（やまだ めいこ、1926年 - ）は、日本のノンフィクション作家、ジャーナリスト。宮城県生まれ。
従軍慰安婦問題など女性哀史を中心に取材、執筆を続ける。1976年に『うはっきゅう』で第10回埼玉県知事賞受賞。

## 著書一覧
- 涅色の葦（1983）
- 霧の檻 秩父路異聞（1983）
- 慰安婦たちの太平洋戦争 秘められた女たちの戦記（1991）
- 慰安婦たちの太平洋戦争 続（1992）
- 慰安婦たちの太平洋戦争 沖縄篇（1992）
- 占領軍慰安婦 国策売春の女たちの悲劇（1992）
- 「娘子軍」哀史 からゆき、娼婦、糸工女たちの生と死（1992）
- 従軍慰安婦 「兵備機密」にされた女たちの秘史（1993）
- 幻影の碑 戦争と怪談 兵士たちの証言（1994）
- 慰安婦たちの太平洋戦争 秘められた女たちの戦記（1995）
- ウサギたちが渡った断魂橋（どわんほんちゃお） からゆき 日本人慰安婦の軌跡 上下巻（1995）
- ニッポン国策慰安婦 占領軍慰安施設 女たちの一生（1996）
- 歴史に消えた女たちの黙示録（1998）
- 波よ語っておくれ 北米からゆきさん物語（2001）
- 女郎花は詩えたか（2003）
- 花翔け（2005）
- 鬼橋（2005）
- 戦争と怪談 上下巻（2006）
- 育ちとおどろきの歩み（2009）
- 従軍慰安婦たちの真実 戦争の習わしを蔑む（2009）